# 巴哈拉赫
巴哈拉赫（德語：Bacharach，發音：[ˈbaxaʁax] ⓘ）是德国莱茵兰-普法尔茨州美因茨-宾根县的城市，面积23.35平方千米，2023年12月31日人口为1,845人。